# Данаиды (Аристофан)
«Данаиды» (др.-греч. Δᾰνᾰΐδες) — комедия древнегреческого драматурга Аристофана (V—IV века до н. э.). Дата постановки неизвестна, текст пьесы практически полностью утрачен. Сохранился только ряд коротких фрагментов, процитированных более поздними античными и средневековыми авторами (фрг. 163—176).
Заглавные героини пьесы — дочери Даная из греческой мифологии, вынужденные прятаться в Аргосе от своих кузенов Египтиадов. Этому мифу посвятил отдельный драматический цикл Эсхил, но остаётся неясным, пародировал ли Аристофан эти трагедии или обыгрывал непосредственно мифологический материал. Судя по сохранившимся фрагментам, в комедии играла важную роль «гастрономическая тема». Возможно, создание пьесы связано с заключением союза между Афинами и Аргосом, которое произошло после 420 года до н. э.